# Hilário Oscanoa
Hilario Oscanoa (Tarma,Perú, 21 de outubro de 1957) é um poeta, pacifista, professor e crítico literário peruano.
Toda sua carreira literária foi conquistada no exílio. Faz parte da geração do 80 na literatura peruana. Atualmente é professor independente de língua espanhola literatura hispano-americano para universidade centro de idiomas e institutos culturais de intercâmbio 

## Biografia
É peruano, mas reside em Aparecida de Goiânia. É graduado em língua e literatura espanhola Universidade Nacional Maior de São Marcos em 1985 Lima-Perú. É Pós-graduado em Literatura Hispano-americano tendo visitado 20 países deste continente; Técnico em administração de empresas no Instituto Universal Brasileiro em 1993.

### Prêmios Literários
- Prêmio José Maria Arguedas lª lugar de contos e narração 1986 Lima-Perú.
- Prêmio Lysias Rodrigues lª lugar Prefeitura Municipal de Palmas-TO 1999
- Prêmio SESI de Contos Tocantinenses 3ª lugar 1996.
- Prêmio Literário Maria Luiza Ribeiro de Lingua Portuguesa - 2013[2]